# 栗原美津枝
栗原 美津枝（くりはら みつえ、1964年 - ）は、日本の実業家、経営者。価値総合研究所会長、経済同友会副代表幹事、中部電力取締役、住友林業取締役、日本政策金融公庫取締役、みずほ銀行取締役、日本オリンピック委員会理事、2025年日本国際博覧会協会理事等を歴任。

## 人物・経歴
千葉県出身。1987年一橋大学法学部卒業、日本開発銀行に唯一の女性総合職として入行。銀行統合業務や、M&A・業界再編、ヘルスケアファイナンス等を経験、2010年日本政策投資銀行財務部次長。2011年同行医療・生活室長、同行女性起業サポートセンター長。2013年同行企業金融第6部長。2015年同行監査役（同行初の女性役員）。
2008年から10年までスタンフォード大学国際政策研究所客員研究員としてM&A､ベンチャー支援を研究。
2020年価値総合研究所代表取締役会長
2020-2024年経済同友会副代表幹事。
この他、経済同友会では、学校と経営者の交流活動推進委員会委員長、環境・エネルギー委員会委員長、経済・財政・金融・社会保障委員会委員長、ジュニア・リーダーシップ・プログラム委員長、経済情勢調査会委員長などを務める
日本オリンピック委員会理事、2025年日本国際博覧会協会理事、東京都学校支援機構評議員。政策研究大学院大学経営協議会委員
官民ファンドの海外通信・放送・郵便事業支援機構取締役、中部電力取締役、住友林業取締役、日本政策金融公庫取締役、みずほ銀行取締役等を歴任。
これまで、科学技術・学術審議会委員、国立大学評価評価委員会委員、独立行政法人評価制度委員会委員、宇宙政策委員会基本政策部会委員、産業構造審議会経済産業政策新機軸部会委員を務めるなど、政策評価や産業政策、新事業創造等に関わる社会的活動も広く行っている。